# ميكا رييس
ميكا رييس (21 يونيو 1994 - ) هي لاعبة كرة طائرة الفلبين.